# È accaduto in Europa
È accaduto in Europa (Valahol Európában) è un film del 1948 diretto da Géza von Radványi.
Negli anni immediatamente seguenti alla Seconda guerra mondiale numerosi film pongono al centro il dramma sociale e personale degli orfani e dei bambini di strada, da Sciuscià (regia di Vittorio De Sica, 1946) e The Children of Europe (regia di Theodore Andrica, 1947), a Our Children (Unzere Kinder, regia di Natan Gross e Shaul Goskind, 1948), Odissea tragica (The Search, regia di Fred Zinnemann, 1948) e Il ragazzo dai capelli verdi (The Boy with Green Hair, regia di Joseph Losey, 1948). Anche Valahol Európában vuole essere una denuncia cruda e realistica delle drammatiche conseguenze della guerra sull'infanzia sofferente e abbandonata. Al film collaborano con lo scrittore Béla Balázs alcuni tra i migliori attori e intellettuali ungheresi del tempo. I piccoli interpreti provenivano dall'orfanotrofio Gaudopolis, una specie di "città dei ragazzi" autogestita, fondata dal pastore luterano Gabor Sztehlo ed attiva tra il 1945 e il 1950. Secondo i dettami della poetica neorealista, ai ragazzi fu chiesto di interpretare se stessi, di rivivere la memoria delle proprie esperienze personali di abbandono e di vita di strada e di celebrare il loro presente "riscatto" attraverso il lavoro e l'autogestione.
Ne risultò una pellicola di grande impatto sociale, che ebbe immediata risonanza internazionale. Riproposto nella retrospettiva del Festival di Berlino 1990, il film fu selezionato nel 2012 dall'Accademia ungherese delle arti (Magyar Művészeti Akadémia) come uno dei migliori prodotti della cinematografia ungherese di tutti i tempi.

## Trama
Al termine della Seconda guerra mondiale, una banda di ragazzini orfani vaga per le campagne ungherese abbandonandosi anche al furto e alla violenza nella difficile lotta quotidiana per la sopravvivenza. Alla fine il gruppo giunge in un castello diroccato nelle cui rovine vive un anziano musicista, Piotr Simon. I bambini all'inizio lo fanno prigioniero, trattandolo con violenza, ma lentamente l'adulto conquista la loro fiducia, risvegliando in loro sentimenti di umanità e amore. Insieme lavorano a ricostruire il castello. Gli abitanti del vicino villaggio tuttavia intervengono per arrestare i bambini e nella lotta che ne scaturisce uno dei piccoli rimane ucciso. I bambini si arrendono, ma Simon riesce a convincere le autorità a rilasciarli. Se si sono resi responsabili di furti e di azioni violente non è loro la colpa ma degli adulti che li hanno abbandonati. Ai bambini è concesso di tornare a vivere nel castello, ora divenuto la loro casa.

## Produzione
Il film fu prodotto in Ungheria da Radványi produkció MAFIRT. Le riprese furono effettuate nel 1947.

## Distribuzione
Il film fu distribuito da Mokép nelle sale cinematografiche ungheresi il 1 gennaio 1948 e quindi in Francia il 1 febbraio 1949 e negli Stati Uniti d'America il 3 ottobre 1949, dove è conosciuto con il titolo It Happened in Europe o Somewhere in Europe.